# Portugal International 1971
Die Portugal International 1971 fanden vom 14. bis zum 16. Mai 1971 in Lissabon statt. Es war die siebente Auflage dieser internationalen Titelkämpfe von Portugal im Badminton.

## Titelträger
| Disziplin    | Sieger                       |
| ------------ | ---------------------------- |
| Herreneinzel | Anton Sauter                 |
| Dameneinzel  | Fina Salazar                 |
| Herrendoppel | Anton Sauter Erich Linnemann |
| Damendoppel  | nicht ausgetragen            |
| Mixed        | Alfredo Salazar Fina Salazar |